# Jolo, Sulu
Jolo là một đô thị hạng 2 ở tỉnh Sulu, Philippines. Jolo toạ lạc trên đảo Jolo, là tỉnh lỵ tỉnh Sulu. Đảo Jolo là đảo lớn thứ nhì trong quần đảo Sulu sau đảo Basilan. Đô thị Jolo nằm ở phía tây bắc của đảo Jolo. Theo điều tra dân số năm 2000, đô thị này có dân số 87.998 người trong 12.814 hộ. Một phần dân ở đây là người gốc Hoa, chủ yếu từ Singapore. Of the population, 90% are Muslim, the remaining 10% are Christian.

## Các đơn vị hành chính
Jolo được chia thành 8 barangay.
- Alat
- Asturias
- Bus-Bus
- Chinese Pier
- San Raymundo
- Takut-Takut
- Tulay
- Walled City